# Edwin de la Peña y Angot

Edwin de la Peña y Angot (2022)

Bischofswappen von Edwin de la Peña y Angot

Edwin de la Peña y Angot MSP (* 5. April 1954 in San Juan, Siquijor) ist ein philippinischer römisch-katholischer Ordensgeistlicher und Prälat von Marawi.

## Leben
Edwin de la Peña y Angot besuchte die Grundschule und die weiterführende Schule in San Juan. 1968 trat er der Ordensgemeinschaft der Mission Society of the Philippines bei und besuchte von 1968 bis 1969 das Kleine Seminar der Missionsgesellschaft in Consolacion. Anschließend studierte Peña y Angot Philosophie am Priesterseminar San Carlos in Cebu und von 1976 bis 1980 Katholische Theologie am Divine Word Seminary in Tagaytay City. Er wurde am 24. Oktober 1980 zum Diakon geweiht und empfing am 22. April 1981 in der Pfarrkirche San Roque in Muntinlupa durch den Weihbischof in Manila, Gaudencio Rosales, das Sakrament der Priesterweihe.
Peña y Angot war zunächst als Seelsorger in der Territorialprälatur Marawi tätig, bevor er 1983 Regens des Priesterseminars der Mission Society of the Philippines in Tagaytay City wurde. Von 1984 bis 1988 fungierte er als Moderator seiner Ordensgemeinschaft. Anschließend wirkte er als Pfarrer der Pfarrei St. Francis Xavier in Antipolo (1988–1989) und als Seelsorger im Erzbistum Port Moresby in Papua-Neuguinea (1989–1995). 1995 wurde Peña y Angot für weiterführende Studien nach Rom entsandt, wo er 1998 an der Päpstlichen Universität Gregoriana ein Lizenziat im Fach Spirituelle Theologie erwarb. In dieser Zeit war er Alumnus des Päpstlichen Philippinischen Kollegs. Ab 1999 leitete er das College House of Formation in Mandaluyong City und erneut das ordenseigene Priesterseminar in Tagaytay City. Zudem fungierte er als stellvertretender Generalsuperior der Mission Society of the Philippines.
Papst Johannes Paul II. ernannte ihn am 23. Juni 2000 zum Prälaten von Marawi und verlieh ihm am 22. Oktober 2001 die Bischofswürde. Der Apostolische Nuntius auf den Philippinen, Erzbischof Antonio Franco, spendete ihm am 27. Dezember 2001 die Bischofsweihe; Mitkonsekratoren waren Jesus Armamento Dosado CM, Erzbischof von Ozamis, und Fernando Capalla, Erzbischof von Davao. Peña y Angot wählte den Wahlspruch Pax et fraternitas („Frieden und Brüderlichkeit“). Als Prälat ist er zusätzlich Pfarrer der Pfarrei San Isidro Labrador in Balabagan.
In der Philippinischen Bischofskonferenz leitete Peña y Angot zudem von 2003 bis 2013 die Kommission für die Missionsarbeit. Außerdem gehört er der Kommission für den Interreligiösen Dialog an (2001–2003; 2005–2007; 2009–2013 und seit 2017), die er seit 2019 leitet. Darüber hinaus war Peña y Angot Mitglied der Kommissionen für das Gesundheitswesen (2001–2003), für die Berufungspastoral (2005–2007), für die Glaubenslehre (2005–2013) und für die sozialen Kommunikationsmittel (2013–2019). Seit 2013 gehört er ferner der Kommission für die Kultur an, als deren stellvertretender Vorsitzender er von 2017 bis 2019 fungierte.